# بيتر دونيلي
بيتر دونيلي (بالإنجليزية: Peter Donnelly)‏ (22 سبتمبر 1936 في المملكة المتحدة - ) هو مدرب كرة قدم ولاعب كرة قدم بريطاني في مركز الهجوم. لعب مع برادفورد سيتي وبرايتون أند هوف ألبيون وسكونثورب يونايتد وسوانزي سيتي وكارديف سيتي ونادي دونكاستر روفرز.

## وصلات خارجية
- بيتر دونيلي على موقع قاعدة بيانات كرة القدم.إي يو (الإنجليزية)